# Valter Feldstein
Valter Feldstein, před rokem 1945 také Walter Feldstein (3. ledna 1911, Praha – 6. března 1970, Praha) byl český překladatel z německého jazyka, středoškolský a univerzitní pedagog, rozhlasový a televizní pracovník a kulturně politický funkcionář.

## Život
Narodil se v Praze na Žižkově v židovské rodině obchodního cestujícího Viktora Feldsteina z Peček a jeho manželky Irmy Neumannové. V letech 1930 až 1936 vystudoval slovanskou filologii a české dějiny na filozofické fakultě Univerzity Karlovy v Praze. Roku 1936 obhájil rigorózní práci na téma "České humoristické písemnictví předbřeznové". V letech 1943 až 1945 byl vězněn v koncentračním táboře, a proto na začátku své překladatelské kariéry používal umělecké pseudonymy Petr Bláha, V. F. Bláha a také počeštěnou verzi svého jména Valtr Feldštajn.

## Profesní životopis vdatech
- roku 1936 ukončil studium na Filosofické fakultě University Karlovy doktorátem ze slovanské filologie
- 1938–1939 učitel na reálném gymnáziu v Praze
- 1945–1948 pracovník ve státní správě v oblasti kultury
- 1948–1953 ústřední tajemník Svazu zaměstnanců umělecké a kulturní služby ROH a funkcionář KSČ, který stál v čele politických čistek ve filmovém a divadelním světě, např. při odstranění režiséra Františka Čápa[2]
- 1953–1957 vedoucí literárně-dramatického vysílání Československého rozhlasu v Praze
- 1957–1963 náměstek generálního ředitele Československé televize v Praze
- 1963–1969 docent a vedoucí katedry filmové a televizní vědy na Filmové fakultě Akademie múzických umění v Praze

## Překladatelské dílo (sdaty vydání)
- Básně (Goethe, Johann Wolfgang – 1955)
- Bláznova moudrost (Feuchtwanger, Lion – 1955, 1956, 1961, 1970, 1980, 1996)
- Ďábel v Bostonu (Feuchtwanger, Lion – 1956)
- Desdemonin dům (Feuchtwanger, Lion – 1969)
- Hlavní proudy německé literatury (Reiman, Pavel – 1958)
- Hlavní proudy německé literatury 1750–1848 (Reiman, Pavel – 1958)
- Jefta a jeho dcera (Feuchtwanger, Lion 1971)
- Jiftách a jeho dcera (Feuchtwanger, Lion 1998)
- Josef Fouché (Zweig, Stefan – 1994)
- Lišky na vinici (Feuchtwanger, Lion – 1966, 1973, 1980, 2007)
- Má dobo, čase můj (Becher, Johannes R. – 1956)
- Nepravý Nero (Feuchtwanger, Lion – 1966, 1977)
- Oppermannové (Feuchtwanger, Lion – 1964, 1973)
- Ošklivá vévodkyně Markéta Pyskatá (Feuchtwanger, Lion – 1964, 1967, 1978, 1993, 2008)
- Synové (Feuchtwanger, Lion – 1962, 1968, 1992)
- Triumf a tragika Erasma Rotterdamského (Zweig, Stephan – 1970)
- Úspěch - Tři léta dějin jedné provincie (Feuchtwanger, Lion – 1964, 1973)
- V zemi hojnosti (Mann, Heinrich – 1954)
- Valdštejn (Schiller, Friedrich – 1958)
- Vyhnanství (Feuchtwanger, Lion – 1957, 1965, 1973)
- Vzkaz (Fuchs, Rudolf – 1950)
- Zaslíbená země (Feuchtwanger, Lion – 1962, 1968, 1992)
- Židovka z Toleda (Feuchtwanger, Lion – 1965, 1969, 1983, 1986, 1994, 1996, 2008)
- Židovská válka (Feuchtwanger, Lion – 1962, 1968, 1992)

## Vlastní tvorba
- Televize včera, dnes a zítra, 1964
- Odborné statě a úvahy z oboru televizního a rozhlasového vysílání

## Ostatní aktivity
V roce 1964 se stal zakládajícím členem Odboru přátel a příznivců Slavie, který měl za cíl zachránit a pozdvihnout fotbalovou Slavii, toho času živořící ve druhé fotbalové lize.